# Gafarró frontgroc
El gafarró frontgroc (Crithagra mozambica) és un petit moixó de la família dels fringíl·lids (Fringillidae). És un granívor d'hàbits gregaris.

## Hàbitat i distribució
Aquest ocell habita en zones de bosc obert i camps de conreu a l'Àfrica subsahariana. En ocasions molt puntuals s'ha observat als Països Catalans, sense que mai s'haja constatat la seva cria.

## Reproducció
Nia als arbres. Fa un niu en forma de tassa on pon 3 – 4 ous.

## Morfologia
- Fa 11 - 13 cm de llargària.[5]
- El mascle adult té el dors verd i les ales i cua de color marró. Les parts inferiors i la gropa són de color groc. El cap és groc amb el capell i el clatell gris i una ratlla malar negra.
- La femella és similar, però amb un patró de colors menys contrastats.
- Els joves són més grisos que la femella, especialment al cap.

## Taxonomia
Aquest ocell s'ha inclòs tradicionalment al gènere Serinus.
Se n'han descrit 11 subespècies:
- C. m. barbatus Heuglin 1864. Des del sud de Txad fins al Sudan, nord-est de la República Democràtica del Congo, oest de Kenya i Tanzània central
- C. m. caniceps (Orbigny) 1839. Des del Senegal fins a Camerun.
- C. m. gommaensis (Grant et Mackworth-Praed) 1945. Oest d'Etiopia.
- C. m. granti (Clancey) 1957. Des del sud de Moçambic fins a l'est de la província de Transvaal i zona oriental de la província del Cap.
- C. m. grotei (Sclater,WL et Mackworth-Praed) 1931. Des del sud de Sudan, per l'est de Nil, fins a Eritrea i oest d'Etiopia.
- C. m. mozambicus (Statius Muller) 1776. Costa de Kenya i illa de Mafia fins a Zàmbia, Moçambic i el nord del Transvaal.
- C. m. punctigula (Reichenow) 1898. Camerun.
- C. m. samaliyae (White,CMN) 1947. Des del sud-est de Zaire fins a Tanzània i Zàmbia.
- C. m. santhome (Bannerman) 1921 illa de São Tomé.
- C. m. tando (Sclater,WL et Mackworth-Praed) 1918. Des de Gabon fins elnord d'Angola i sud-oest de Zaire.
- C. m. vansoni (Roberts) 1932. Sud-est d'Angola i Namíbia fins al nord de Botswana i sud-oest de Zàmbia